# Nevromus jeenthongi
Nevromus jeenthongi — вид комах родини коридалів (Corydalidae). Описаний у 2021 році.

## Назва
Вид названо на честь Тадсанаї Джентонга (Tadsanai Jeenthong) з Національного наукового музею Таїланду, який надав голотип для дослідження.
Вид описано командою тайських і китайських науковців:
- Каньякорн Піраонапіча (Kanyakorn Piraonapicha) з Університету Хон Каен, Таїланд;
- Віяват Жайтронг (Weeyawat Jaitrong) з Музею природознавства Таїланду;
- Сін'юе Лю (Xingyue Liu), Кафедра ентомології Китайського аграрного університету, Пекін, Китай;
- Нарумон Сангпрадуб (Narumon Sangpradub) з Університету Хон Каен, Таїланд.

## Поширення
Вид поширений на півдні Таїланду (провінції Сураттхані і Накхонсітхаммарат) та М'янми (область Танінтаї).

## Опис
Голова жовта або жовтувато-коричнева; потилиця жовта без чорних міток; передпліччя з двома парами невеликих чорних позначок біля бічних країв у обох статей. Чоловічий ектопрокт плосколистяний з довгою і загостреною верхівкою, злитий десятий гонококсит у черевному відділі.